# USS LST-68
O USS LST-68 foi um navio de guerra norte-americano da classe LST que operou durante a Segunda Guerra Mundial.